# Zipair Tokyo
Zipair Tokyo, gestileerd als ZIPAIR Tokyo, is een Japanse lagekostenluchtvaartmaatschappij en heeft haar hub op luchthaven Narita. De maatschappij vliegt binnen Azië en naar Canada en de Verenigde Staten.

## Geschiedenis
In mei 2018 maakte Japan Airlines bekend dat het een nieuwe lagekostenluchtvaartmaatschappij zou opzetten halverwege 2020. De naam zou Zipair worden, maar werd later hernoemd naar Zipair Tokyo. De maatschappij zou beginnen met vluchten naar Bangkok, maar kon daar vanwege de coronapandemie niet naartoe vliegen. Daarom werden vanaf 3 juni 2020 enkel vrachtvluchten uitgevoerd. Op 16 oktober 2020 vertrok de eerste passagiersvlucht met slechts twee passagiers aan boord naar Seoel.
In juni 2022 werd bekend dat de Z op het kielvlak van de toestellen vervangen zou worden door een groen patroon. Dit werd gedaan om te voorkomen dat er misvattingen zouden ontstaan met het Russische militaire symbool Z na de Russische invasie van Oekraïne.

## Vloot

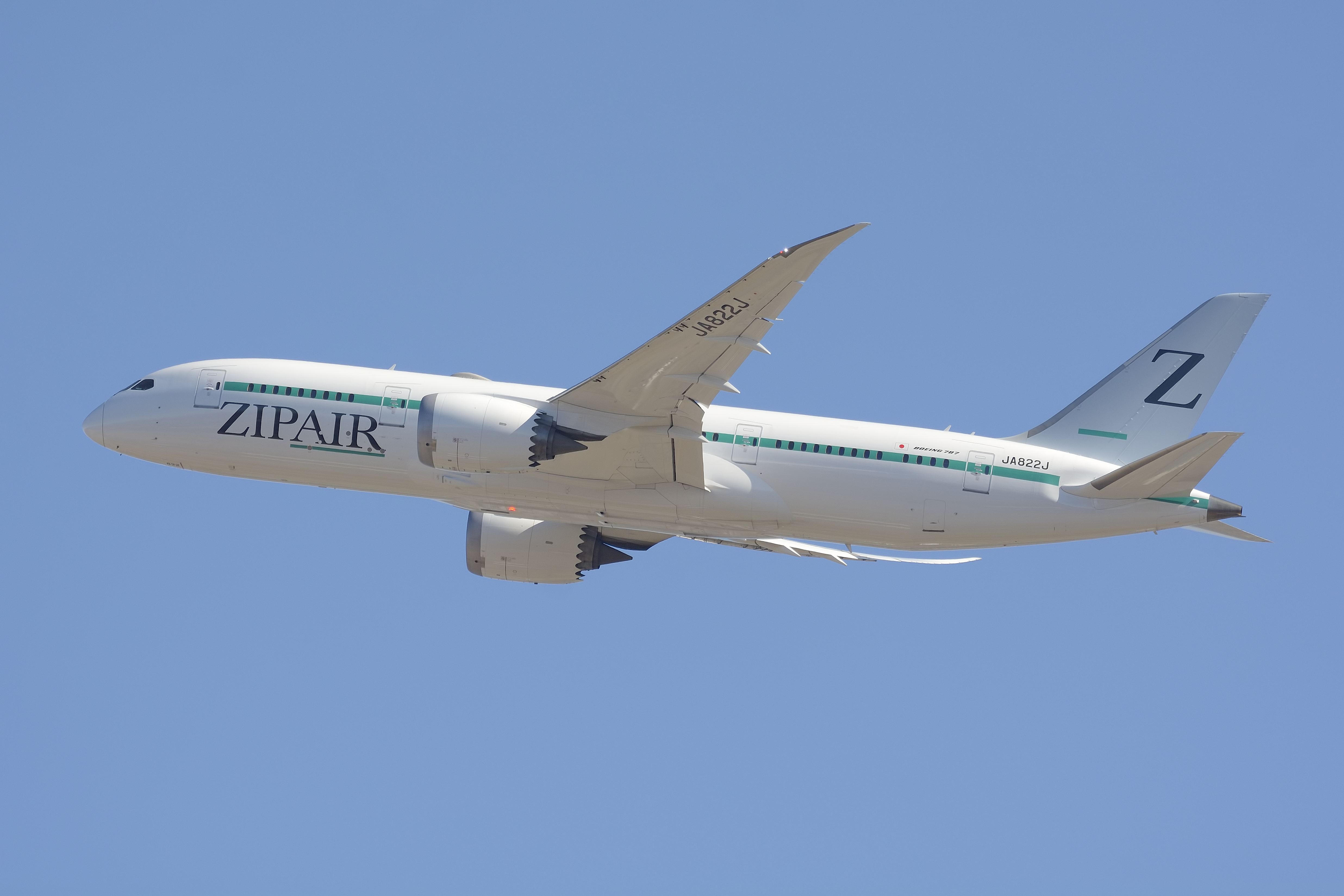
Een Boeing 787-8 in het oude kleurenschema met de Z

De vloot van Zipair Tokyo bestaat uit de volgende toestellen (oktober 2024):
| Type         | In dienst | Orders | Opmerkingen                                |
| ------------ | --------- | ------ | ------------------------------------------ |
| Boeing 787-8 | 8         | 2      | Zes toestellen geleased van Japan Airlines |
| Totaal       | 8         | 2      |                                            |

## Bestemmingen
Zipair Tokyo vliegt naar de volgende bestemmingen (oktober 2024):
| Land             | Stad          | Luchthaven                                  | Opmerkingen        |
| ---------------- | ------------- | ------------------------------------------- | ------------------ |
| Canada           | Vancouver     | Vancouver International Airport             |                    |
| Japan            | Tokio         | Luchthaven Narita                           | hub                |
| Filipijnen       | Manilla       | Ninoy Aquino International Airport          |                    |
| Singapore        | Changi        | Internationale luchthaven Changi            |                    |
| Thailand         | Bangkok       | Internationale Luchthaven Suvarnabhumi      |                    |
| Verenigde Staten | Honolulu      | Honolulu International Airport              |                    |
| Verenigde Staten | Houston       | George Bush Intercontinental Airport        | Vanaf 4 maart 2025 |
| Verenigde Staten | Los Angeles   | Los Angeles International Airport           |                    |
| Verenigde Staten | San Francisco | Internationale luchthaven van San Francisco |                    |
| Verenigde Staten | San Jose      | San Jose International Airport              | Seizoensgebonden   |
| Zuid-Korea       | Seoel         | Incheon International Airport               |                    |